# SMS Cobra
SMS Cobra (SM Tb 16) – austro-węgierski torpedowiec z końca XIX wieku i okresu I wojny światowej, jedna z czterech jednostek typu Python. Okręt został zwodowany we wrześniu 1898 roku w brytyjskiej stoczni Yarrow w Londynie i w tym samym roku wszedł do służby w Kaiserliche und Königliche Kriegsmarine. W 1910 roku nazwę jednostki zmieniono na oznaczenie numeryczne 16. W wyniku podziału floty po upadku Austro-Węgier jednostkę przyznano Francji, gdzie została złomowana w 1920 roku.

## Projekt i budowa
SMS „Cobra” był jednym z czterech przybrzeżnych torpedowców, zamówionych w Wielkiej Brytanii, których projekt bazował na zbudowanym w 1896 roku w stoczni Yarrow torpedowcu „Viper” (Tb 17).
Okręt zbudowany został w stoczni Yarrow w Londynie. Stępkę torpedowca położono w 1897 roku, został zwodowany we wrześniu 1898 roku i w tym samym roku przyjęto go do służby w Kaiserliche und Königliche Kriegsmarine.

## Dane taktyczno-techniczne
Okręt był niewielkim, przybrzeżnym torpedowcem. Długość na konstrukcyjnej linii wodnej wynosiła 46,6 metra (45,9 metra między pionami), szerokość 4,6 metra i zanurzenie 2,3 metra. Wyporność standardowa wynosiła 115 ton, zaś pełna 135 ton. Okręt napędzany był przez maszynę parową potrójnego rozprężania o projektowanej mocy 1800 KM (maksymalnej 2000 KM), do której parę dostarczały dwa kotły Yarrow. Jednośrubowy układ napędowy pozwalał osiągnąć prędkość 24 węzły. Jednostka zabierała zapas 30 ton węgla.
Okręt wyposażony był w trzy pojedyncze wyrzutnie torped kalibru 450 mm umieszczone na pokładzie. Uzbrojenie artyleryjskie stanowiły dwa pojedyncze działka pokładowe kal. 47 mm L/33 Hotchkiss.
Załoga okrętu składała się z 21 oficerów, podoficerów i marynarzy.

## Służba
W 1910 roku na podstawie zarządzenia o normalizacji nazw „Cobra” utracił swą nazwę, zastąpioną numerem 16. W 1914 roku okręt przeszedł generalny remont. Z powodu rozpadu monarchii habsburskiej 1 listopada 1918 roku na jednostce opuszczono po raz ostatni banderę KuKK. W wyniku przeprowadzonego w styczniu 1920 roku podziału floty austro-węgierskiej okręt został przyznany Francji. Jednostka została złomowana w 1920 roku.